# Jacobo Árbenz
Jacobo Árbenz Guzmán (phát âm tiếng Tây Ban Nha: [xakoβo arβenz ɣuzman], 14 tháng 9 năm 1913 - ngày 27 tháng 1 năm 1971), có biệt danh Tóc vàng Lớn (tiếng Tây Ban Nha: El Chelón) hoặc Thụy Sĩ (tiếng Tây Ban Nha: El Suizo) cho nguồn gốc Thụy Sĩ của ông Một viên chức quân sự Guatemala, người đã được bầu làm Tổng thống thứ hai của Guatemala, phục vụ từ năm 1951 đến năm 1954. Ông cũng là Bộ trưởng Bộ Quốc phòng từ năm 1944 đến năm 1951. Ông là một nhân vật quan trọng trong cuộc Cách mạng Guatemala 10 năm, đại diện cho một số Vài năm về nền dân chủ đại diện trong lịch sử Guatemala. Chương trình mốc của cải cách nông nghiệp Árbenz được ban hành dưới dạng tổng thống có ảnh hưởng rất lớn trên khắp Mỹ Latinh.
Árbenz sinh năm 1913 trong một gia đình trung lưu, con trai của một người Thụy Sĩ và một người mẹ của người Guatemala. Ông tốt nghiệp với bằng danh dự cao từ một học viện quân sự năm 1935, và phục vụ trong quân đội cho đến năm 1944, nhanh chóng vượt qua hàng ngũ. Trong thời kỳ này, ông chứng kiến sự đàn áp bạo lực của những người lao động nông nghiệp do nhà độc tài Jorge Ubico hậu thuẫn, và cá nhân buộc phải hộ tống các băng nhóm tù nhân, một kinh nghiệm làm cho anh ta trở nên triệt để hơn. Năm 1938, ông gặp và kết hôn với vợ María Villanova, người có ảnh hưởng lớn về tư tưởng đối với ông, như José Manuel Fortuny, một người cộng sản Guatemala. Vào tháng 10 năm 1944, một số nhóm dân sự và phe quân sự tiến bộ do Árbenz và Francisco Arana lãnh đạo chống lại chính sách đàn áp của Ubico. Trong các cuộc bầu cử tiếp theo, Juan José Arévalo được bầu làm tổng thống, và bắt đầu một chương trình cải cách xã hội rất phổ biến. Árbenz được bổ nhiệm làm Bộ trưởng Bộ Quốc phòng, và đóng một vai trò quan trọng trong việc đưa ra một cuộc đảo chính quân sự vào năm 1949.
Chính sách của ông đã gây ra nhiều phiền toái cho United Fruit Company, vận động chính quyền Hoa Kỳ lật đổ ông. Hoa Kỳ cũng quan tâm đến sự có mặt của những người cộng sản trong chính phủ Guatemala, và Árbenz đã bị lật đổ trong cuộc đảo chính Guatemala năm 1954 do Bộ Ngoại giao Hoa Kỳ và Cơ quan Tình báo Trung ương Hoa Kỳ thiết kế. Đại tá Carlos Castillo Armas thay ông làm chủ tịch. Árbenz đã đi lưu vong qua nhiều quốc gia, nơi mà gia đình ông dần dần tan rã. Con gái ông tự tử, và ông đã xuống dốc sâu vào nghiện rượu, cuối cùng chết ở Mexico năm 1971. Vào tháng 10 năm 2011, chính phủ Guatemala đã ban hành một lời xin lỗi chính thức cho sự lật đổ của Árbenz.